# Libera università di Bruxelles
La Libera università di Bruxelles (in lingua francese Université libre de Bruxelles, in lingua olandese Vrije Universiteit Brussel) è stata un'università belga fondata nel 1834; nel 1969 si è divisa in due istituti diversi, l'Université libre de Bruxelles (francese) e la Vrije Universiteit Brussel (olandese):

## Storia

### Origini
Il giurista Pierre-Théodore Verhaegen, Venerabile Maestro della loggia massonica belga Les Amis philanthropes, in seguito alla fondazione dell'Università Cattolica di Malines, sotto l'impulso dei vescovi del Belgio, e alla contemporanea chiusura dell'università statale di Lovanio, lanciò un appello per una sottoscrizione negli ambienti liberali e nelle logge del Grande Oriente del Belgio, per fondare un'università "libera" che avrebbe combattuto "l'intolleranza e i pregiudizi".
Fondamentale fu l'aiuto del sindaco di Bruxelles, Nicolas-Jean Rouppe, massone, che trovò dei locali nell'antico palazzo di Carlo Alessandro di Lorena, in Place du Musée. Verhaegen annesse al suo progetto la Scuola di medicina e trovò degli insegnanti tra gli esperti del Museo delle Scienze e delle Lettere. La Facoltà di Diritto fu affidata a dei professori volontari, come Henri de Brouckère, massone anch'egli.

### Nel XIX secolo
Il primo anno accademico cominciò con 38 professori e 96 studenti. Inizialmente, l'università porta il nome di Université Libre de Belgique e si compone di quattro facoltà: lettere e filosofia, diritto, scienze e medicina. A partire dal 1836 cambia nome e diventa l'Université Libre de Bruxelles.
Nonostante alcune dispute con gli ambienti religiosi, sostenitori dell'Université catholique de Louvain, e con le due università statali di Gand e Liegi, l'ULB diviene un'istituzione riconosciuta, la popolazione studentesca aumenta e, nel 1842, si può spostare in un nuovo edificio, il Palais Granvelle.
Nel 1873 l'università apre un istituto politecnico, al fine di dare un'istruzione di tipo pratico.
Nel 1880 fu la prima istituzione universitaria belga a dare alle donne la possibilità di accedere ai corsi impartiti presso il suo Istituto di farmacia. Non esisteva in Belgio alcuna legge che vietasse alle donne l'accesso alle facoltà universitarie ma, per tradizione, solo gli uomini vi accedevano e, soprattutto, nessuna scuola secondaria preparava le ragazze a questo genere di studi.
Il 20 novembre 1888, su iniziativa degli studenti, si organizzano per la prima volta i festeggiamenti studenteschi di Saint-Verhaegen, in quello che era stato un giorno festivo fin dall'apertura dell'Università.
Nel 1893, grazie a delle notevoli donazioni, l'Università poté completare lo sviluppo della Facoltà di medicina: vennero aggiunti un Istituto di Fisiologia, uno di Anatomia e uno di Igiene e Batteriologia. Contribuirono alle donazioni Alfred ed Ernest Solvay.
Nel 1899 fu creata la Scuola di scienze politiche e sociali.

### XX secolo
Nel 1902 viene fondato l'Istituto di Sociologia, mentre il 1904 vede la creazione della Scuola di commercio Solvay, attualmente chiamata Solvay Brussels School of Economics & Management (SBS-EM). Nel 1919 viene conferito il Premio Nobel per la Medicina a Jules Bordet, professore presso l'università.
All'indomani della prima guerra mondiale, che causò la prima interruzione dei corsi dell'università, si iniziò a pensare di trasferire le sedi universitarie a causa delle crescenti necessità di spazio e alla demolizione del palais Granvelle, dovuta ai lavori per il collegamento tra le stazioni Nord e Midi. Viene scelta come località la piana di Solbosch, situauta all'epoca al limitare delle periferie. I lavori per l'edificio U, che sarà inaugurato nel 1924, iniziano nel 1921. La costruzione dell'edificio A, durata dal 1924 al 1928, viene finanziata dalla Belgian American Educational Foundation, creata al fine di ristabilire l'insegnamento universitario nel Belgio colpito dalla guerra. La fondazione partecipa inoltre, insieme alla famiglia Tournay-Solvay, al finanziamento della città universitaria Héger, aperta nel 1933. Nel 1939 viene inaugurato l'istituto di cancerologia Bordet.
Delle lezioni clandestine sono state organizzate durante l'occupazione di Bruxelles, dai tedeschi, dal 1941 al 1944.

## Divisione
Nel 1935 iniziarono ad essere impartiti dei corsi in lingua olandese presso la facoltà di diritto e, dal 1963, in quasi tutte le facoltà.
Dopo il caso Lovanio del 1968, nell'ottobre 1969 anche questa università venne scissa secondo la lingua, dando nascita a due istituti differenti: l'Université libre de Bruxelles francese e la Vrije Universiteit Brussel olandese. Una legge del 1970 ha poi confermato la totale separazione delle due istituzioni. Le due università sono infatti completamente indipendenti, nonostante abbiano lo stesso nome, sebbene in lingue diverse, e condividano l'antica Plaine des Manœuvres, dove è oggi situato il Campus de la Plaine.